# 天主教烏隆教區
天主教烏隆教區（拉丁語：Dioecesis Udonthaniensis）是泰國一個羅馬天主教教區，屬他雷暨農勝總教區。範圍包括伊善地區的五個府：烏隆府、廊開府、黎府、孔敬府和廊磨喃蒲府。2001年有教友15,612人、60個堂區、41名司鐸。主教為裕．彭披世。
1953年設監牧區，1965年12月18日升為教區。